# 意大利法西斯主义与反法西斯主义暴力 (1919-1926年)
意大利法西斯主义与反法西斯主义暴力是第一次世界大戰结束后，義大利王國境內的一系列骚乱和政治冲突，此時贝尼托·墨索里尼领导的极右翼意大利法西斯主義运动兴起，而此時国际主义左翼势力、极左翼以及其他反法西斯主义力量也在兴起。
在这段时期里，法西斯主义者和左翼分子混战于街头，两个派系在为了意大利的国家权力而争斗。在法西斯势力开始袭击政敌后，已经十分紧张的意大利政局升级为大型骚乱，这一变化出现的标志是法西斯分子于1919年4月15日袭击意大利社会党报纸《前進！》的报社。
1921年，政治暴力继续升级，義大利皇家陸軍军官们开始支持法西斯势力，对共产主义者和社会主义者使用暴力。随着法西斯主义运动的发展，政治信仰不同的各支反法西斯力量（以国际主义左派为主）于1921年组成联合力量人民阿迪蒂突击队。无政府主义者、共产主义者以及社会主义者威胁要发动总罢工，法西斯势力于1922年发动政治示威行动向罗马进军，迫使首相路易吉·法克塔辞职，墨索里尼被国王维托里奥·埃马努埃莱三世任命为新首相。就在墨索里尼出任首相两个月后，法西斯党徒在都灵袭击并杀害当地工人运动成员，即1922年都灵屠杀。下一场暴力事件是法西斯主义者阿美利戈·杜米尼于1924年刺杀意大利社会党籍的众议员賈科莫·馬泰奧蒂。事后，反法西斯主义者乔瓦尼·科尔维向法西斯勢力復仇，在有轨电车轨道上杀死右翼法西斯主义众议员阿曼多·卡萨里尼。接下来，法西斯势力控制意大利政府，墨索里尼在1926年曾遭遇多次刺杀，其中的最后一次发生在1926年10月31日。1926年11月9日，法西斯政权宣佈國家進入紧急狀態，進而逮捕多名反法西斯主义者，其中就包括共产主义者安东尼奥·葛兰西。此后，有组织的反法西斯活动逐漸銷聲匿跡。